# آن دیویس
آن دیویس (انگلیسی: Ann Davies؛ زادهٔ ۲۵ نوامبر ۱۹۳۴ – ۲۶ آوریل ۲۰۲۲) بازیگر اهل بریتانیا بود.
از فیلم‌ها یا مجموعه‌های تلویزیونی که وی در آن‌ها نقش داشته‌است، می‌توان به دکتر هو، در چله سرد زمستان و دوستان پیتر اشاره نمود.